# Svetlana Guskova
Svetlana Guskova (în rusă Светлана Гуськова; n. 19 august 1957, Tiraspol, RSS Moldovenească, URSS) este o fostă atletă moldoveană.

## Carieră sportivă
Guskova a fost antrenată de Oleg Hașcevschi, Antrenor emerit al R.S.S. Moldovenești. A fost campioană a R.S.S.M. în anii 1976, 1977 și 1978. A câștigat Campionatul U.R.S.S. la alergări pe distanța de 10.000 m în 1978.
Pe plan internațional, a participat la întreceri și turnee sportive în Germania, Canada, Portugalia, Japonia etc. A fost medaliată cu bronz la Campionatul european de atletism în sală din 1979 din Viena, Austria, pe distanța 1.500 m. A obținut medalia de aur la Cupa Europei la alergări pe distanța 3.000 m în 1979 la Torino, Italia. În 1985, a luat argintul la Universiada din Kobe, Japonia.
În 1978, a primit distincția de maestru emerit al sportului de clasă internațională.

## Realizări
| An   | Competiție                   | Locație                     | Loc | Eveniment | Note     |
| ---- | ---------------------------- | --------------------------- | --- | --------- | -------- |
| 1979 | Campionatul European în sală | Viena, Austria              | 3   | 1500 m    | 4:07,4   |
| 1979 | Cupa Europei                 | Torino, Italia              | 1   | 3000 m    | 8:52,00  |
| 1985 | Universiada                  | Kobe, Japonia               | 2   | 10 000 m  | 32:59,24 |
| 1986 | Jocurile Bunăvoinței         | Moscova, Rusia              | 4   | 5000 m    | 15:17,90 |
| 1986 | Campionatul European         | Stuttgart, Germania de Vest | 5   | 10 000 m  | 31:42,43 |